# Финтина-Албе
Финтина-Албе (рум. Fîntîna Albă) — село в Єдинецькому районі Молдови. Входить до складу комуни, адміністративним центром якої є село Паркова.